# تامزین مرچانت
تامزین مرچانت (انگلیسی: Tamzin Merchant؛ زادهٔ ۴ مارس ۱۹۸۷) یک هنرپیشه اهل بریتانیا است. وی از سال ۲۰۰۴ میلادی تاکنون مشغول فعالیت بوده‌است.
از فیلم‌ها یا برنامه‌های تلویزیونی که وی در آن نقش داشته است می‌توان به غرور و تعصب و مجموعه تلویزیونی تودورها اشاره کرد.

## فیلم شناسی

### فیلم
| سال  | نام         | نقش             |
| ---- | ----------- | --------------- |
| ۲۰۰۵ | غرور و تعصب | Georgiana Darcy |
| ۲۰۱۱ | جین ایر     | Mary Rivers     |
| ۲۰۱۵ | پیام رسان   | سارا            |
| ۲۰۱۶ | رقصنده      | کِیت             |

### تلویزیون
| سال       | نام             | نقش             |
| --------- | --------------- | --------------- |
| 2009–2010 | تودورها         | کاترین هاوارد   |
| 2014–2017 | سلیم            | Anne Hale       |
| 2017      | سوپرگرل         | Lyra Strayd     |
| 2019      | خیابان کارناوال | ایموجن اسپرن رز |